# 盧斯奧
盧斯奧（Lúcio，本名 Lucimar da Silva Ferreira，1978年5月8日—）是一名巴西退役職業足球員，司職後衛。世界足壇最佳巴西巨星之一。曾效力於巴西足球甲級聯賽國際體育會、德國足球甲級聯賽勒沃库森及拜仁慕尼黑、義大利足球甲級聯賽國際米蘭及尤文图斯等隊。他的職業足球生涯在1994年時起步於巴西足球甲級聯賽國際體育會，到了2001年登陸歐洲，加盟德甲勒沃庫森。從2004年起轉投拜仁慕尼黑，期間贏得了3座德甲冠軍、3座德國杯冠軍和2座德國聯賽杯冠軍。2009年轉戰義甲國際米蘭，並在09/10赛季收穫歐洲冠軍足球聯賽、意甲和義大利杯三座冠軍，達成三冠王。
國際賽方面，他曾代表巴西國家足球隊出賽2002年世界盃足球賽、2006年世界盃足球賽、2010年世界盃足球賽，並於2002年隨隊贏得冠軍。

## 职业生涯
卢西奥在巴西球會普拉納提納EC开始他的职业生涯，於1997年轉投國際體育會。2001年1月他遠赴德國加盟當地球會勒沃库森，當時他已在德甲打出名堂。2004年宣佈加盟拜仁慕尼黑，成為球會後防主力。
作為後衛通常都不具備細膩的球技，但盧西奧卻是例外。特别是他在本方半场突然加速带球前插，连续突破对方球员，被球迷所津津乐道。可惜由於常轻易前插助攻，盧西奧常被批評擁有巴西後衛常犯的毛病──欠缺防守意識。
卢西奥作为巴西国家队球员，已经参加了超過80场巴西队比赛，乃巴西贏得2002年世界杯的成員之一。四年後也隨國家隊出席2006年世界杯，上陣了386分鐘，惜八強止步。
2006年8月，他被邓加任命现在巴西国家足球队队长。
2009年7月20日，国际米兰官方宣佈以800万欧元的身价正式签入巴西国家队队长。
在加盟国际米兰的首个赛季，卢西奥表现出色，帮助球队历史性地成为09/10赛季的“三冠王”。然而此后由于年龄的增大和伤病的增多，卢西奥的状态开始下滑，并逐渐沦为球队后备。巴西国家队方面，自2011年美洲杯以队长身份出战后，便再无入选过国家队。
2012年6月30日，国际米兰解除了与卢西奥的合同。
2012年7月5日，祖雲達斯官方网站宣布签下前国际米兰后卫卢西奥，合同将持续到2014年6月30日。12月17日，雙方提前解約。之後一天，他簽約巴西勁旅聖保羅。
自2016年離開果阿邦後，他經歷了一年的空窗期，才於2018年加盟巴丁球會伽瑪體育會，並在同一年轉投同樣屬於巴丁的巴西人。效力巴西人隊一年後，他於2020年1月30日宣布退役，結束職業足球生涯。

## 家庭状况
已婚，夫人Dione，共有三个子女，分别为Victoria，Joao Victor，Valentinna。

## 荣誉

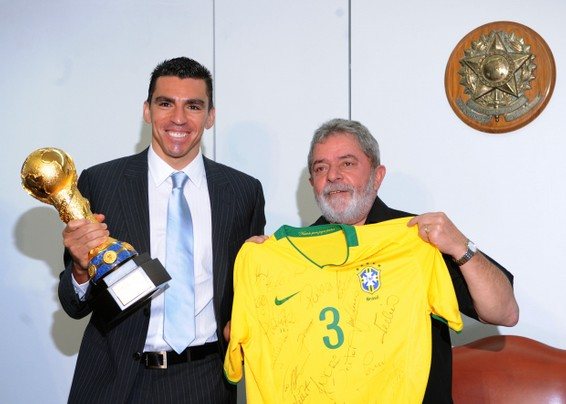
2009年和巴西总统卢拉合影。

### 俱乐部
拜仁慕尼黑
- 德国足球甲级联赛冠军：2004-05、2005-06、2007-08
- 德国杯冠军：2005、2006、2008
- 德國超級盃冠军：2004、2007、2008

 国际米兰
- 意大利足球甲级联赛冠军：2009-10
- 意大利杯冠军：2010、2011
- 意大利超級杯冠军：2010
- 欧洲冠军联赛冠军：2009-10
- 世俱杯冠军：2010

### 国家队
巴西
- 世界杯冠军：2002
- 联合会杯足球赛冠军：2005、2009